# Monts de Zittau

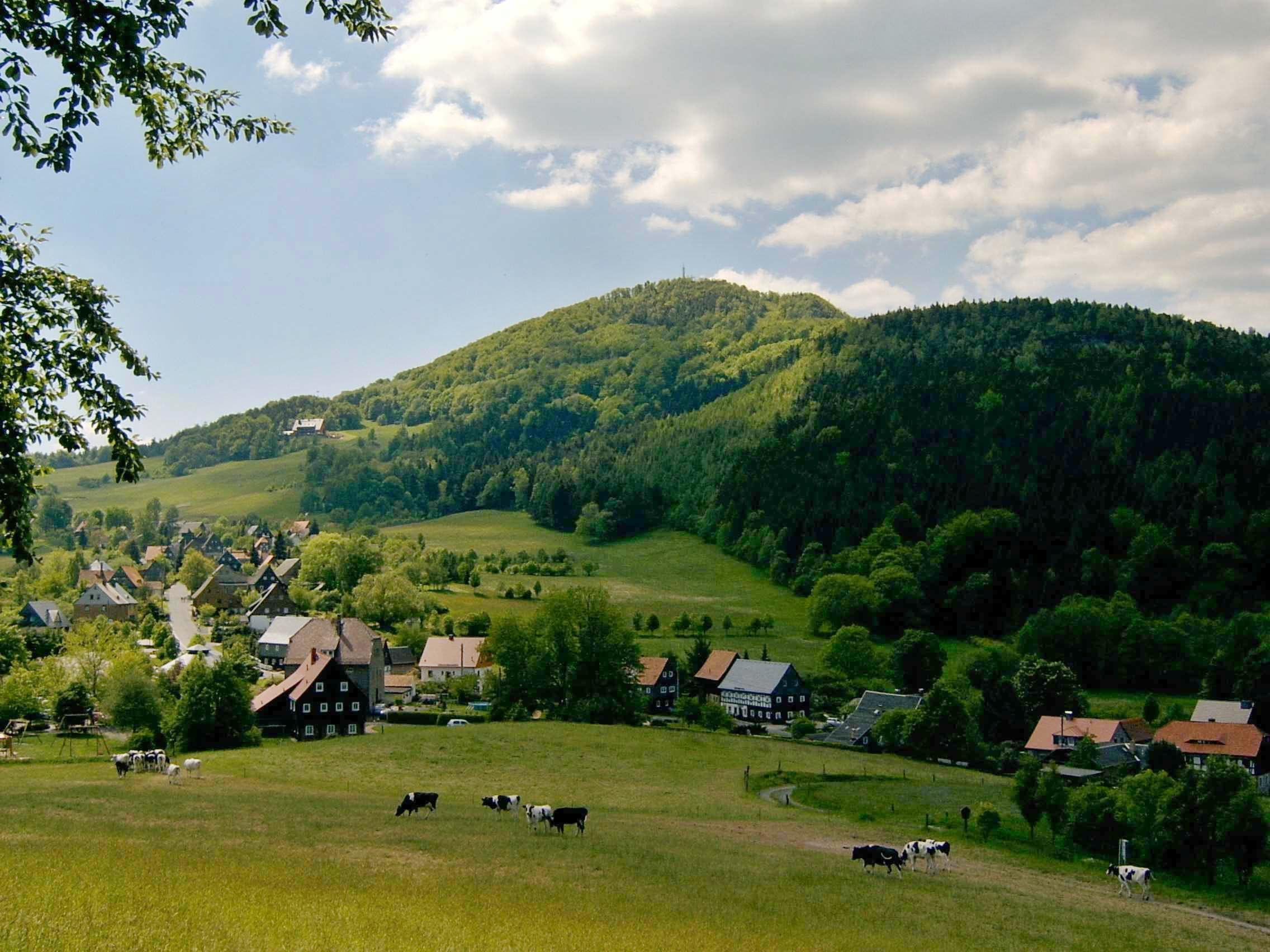
Le village de Waltersdorf avec à l'arrière-plan le Luž, point culminant du massif.

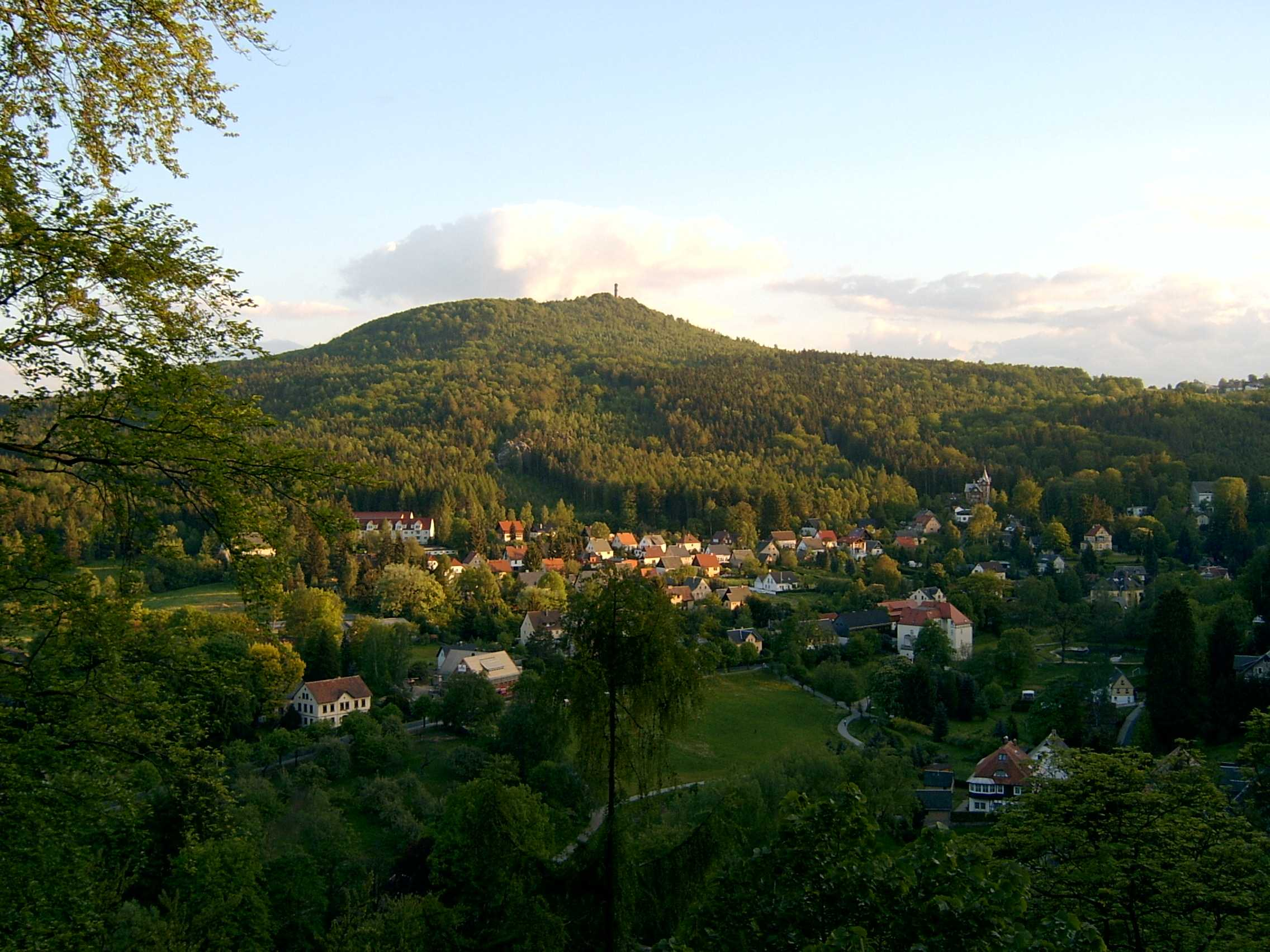
Oybin et la forêt de Hochwald

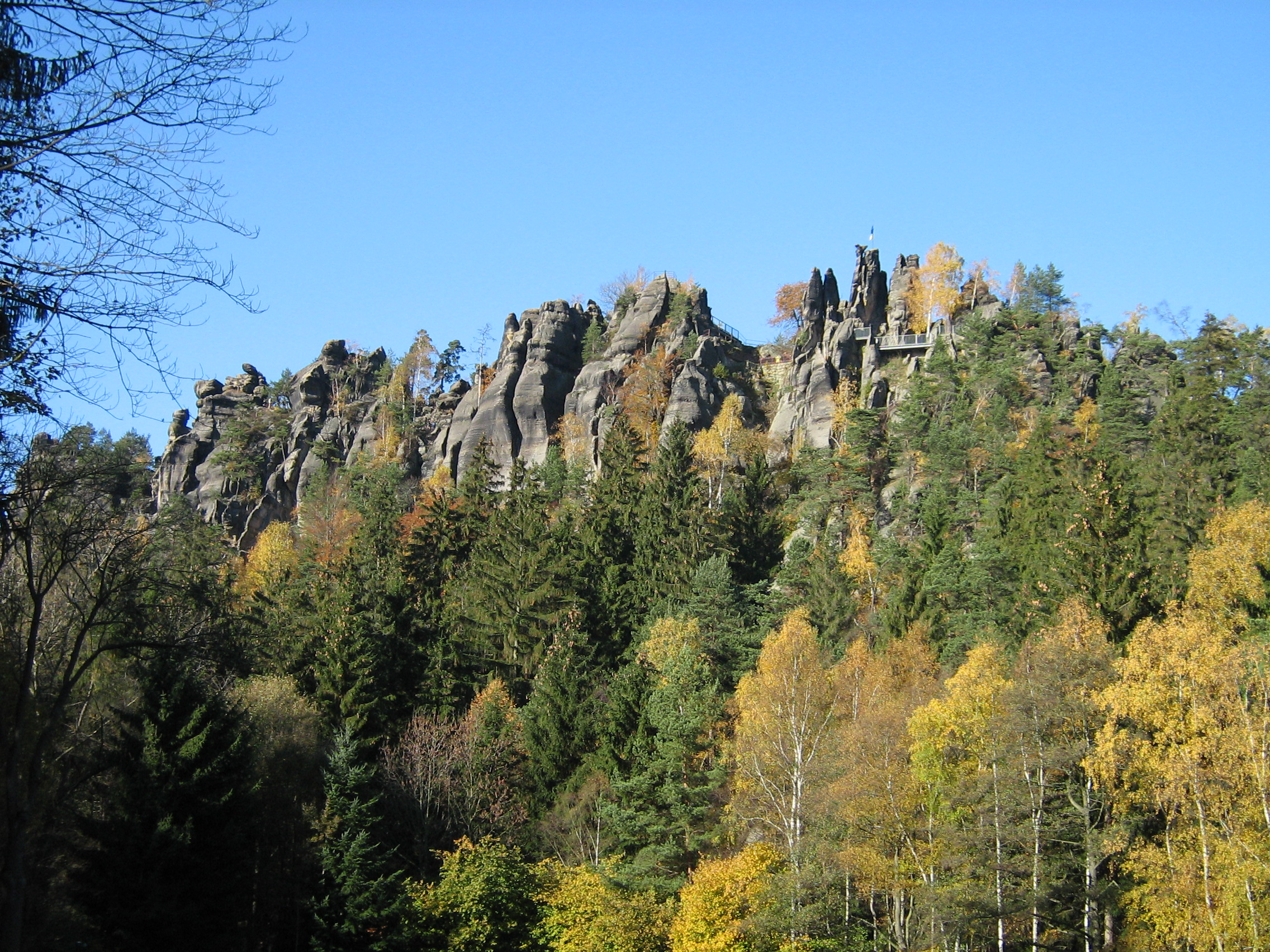
La crête des Nonnenfelsen dans les environs de Jonsdorf

Les monts de Zittau, naguère appelés crête de Lusace (tchèque Žitavské hory), constituent le versant allemand des monts de Lusace qui, au sud-est de la Saxe, dessinent la frontière naturelle entre Saxe et Bohême. Ils culminent à 793 m et se rattachent à la chaîne des Sudètes.
Le mésogéochore des monts de Zittau s'étend sur 46,87 km2.

## Géographie

### Localisation
Les monts de Zittau se trouvent sur le versant extérieur sud de l’arrondissement de Görlitz. À quelques kilomètres au nord de la chaîne, on trouve d'ouest en est les localités de Großschönau, Hainewalde, Olbersdorf, Bertsdorf-Hörnitz et Zittau ; au sein du massif lui-même, et dans le même ordre, les localités de Waltersdorf, Oybin, Jonsdorf et Lückendorf. La chaîne est irriguée par divers ruisseaux s'écoulant vers le nord pour se déverser dans la Mandau, un affluent de la Neisse par l'ouest.

### Sommets
Les principaux sommets de cette chaîne de montagne sont (l'altitude étant donnée par rapport au Normalnull allemand, alias NN) :
- Luž ou (en allemand) Lausche (792,60 m), montagne frontière entre Allemagne et République tchèque, au sud de Waltersdorf ;
- Hvozd ou (en allemand) Hochwald (749,50 m), montagne frontière entre Allemagne et République tchèque, au sud-est dOybin ;
- Jonsberg (653 m), à l’est-sud-est de Jonsdorf ;
- Buchberg (651,5 m), à l’ouest de Jonsdorf ;
- Scharfenstein (569,4 m), à l’est d’Oybin, nord-nord-ouest de Lückendorf ;
- Breiteberg (510 m), à l’est de Großschönau, au sud de Hainewalde ;
- Oybin (514,5 m), au nord d’Oybin ;
- Töpfer (582 m), au nord-est d’Oybin, et au sud d’Olbersdorf.

### Géomorphologie
D'après le classement géomorphologique d’Emil Meynen les monts de Zittau forment une unité homogène (groupe no 431) des grès crétacés de Saxe-Bohême (groupe principal no 43), qui sur le sol allemand ne comporte pas d'autre entité excepté la Suisse saxonne. Le point de jonction des deux principaux massifs, les monts de Lusace et les monts gréseux de l'Elbe, se trouvent en république tchèque, ce qui explique la distinction entre ces deux entités du relief.
Le groupe de travail Naturhaushalt und Gebietscharakter de l’Académie des sciences de Saxe de Leipzig a regroupé, au début du XXIe siècle, toutes les montagnes moyennes de la région frontalière sous la désignation de « moyenne montagne de Saxe ». Outre les monts de Zittau et la Suisse saxonne, elle y a inclus le plateau de Lusace, qui encore chez un auteur comme Meynen formait avec les collines de lœss qui s'y rattachent au nord et à l'est, l'entité principale de Haute Lusace ; à l’ouest, la nouvelle entité morphologique se prolonge par les monts Métallifères et le Vogtland.
La délimitation « naturelle » des monts de Zittau se poursuit nettement encore au sud, comme on peut le lire sur la plupart des cartes. La chaîne, qui s'étire sur environ 14 km selon un axe direction est-sud-est le long de la frontière tchèque, voit sa largeur osciller entre 1,5 km (au plus étroit) et 4 km, pour rejoindre le plateau de Lusace au-delà de la frontière.

### Géologie et orographie
La ligne de crête principale des monts de Zittau dessine une partie de la ligne de partage des eaux entre la mer du Nord et la mer Baltique. Cette ligne de partage des eaux, en Lusace, sépare le bassin hydrographique de la Neisse et celui de la Spree ; les monts de Zittau annoncent par le nord la crête des Sudètes.
Les blocs de grès des environs d'Oybin et de Jonsdorf, issus des plus hauts sommets (faits de phonolithes) sont caractéristiques des monts de Zittau. Les sommets les plus élevés et les plus connus sont le Luž (792,6 m au NN allemand) et le Hochwald (749,5 m), qui sont aussi les points culminants côté allemand à l'est de l'Elbe. Si ces montagnes sont surtout couvertes d'arbres à feuilles caduques, les conifères et les sapins dominent dans les régions gréseuses.
Comme tout le massif des Sudètes, le pays a subi dans les années 1970 et 1980 la pollution des centrales électriques environnantes (Boxberg, Hagenwerder, Hirschfeld, Zgorzelec), mais aussi celle du bassin minier de Bohême septentrionale.

## Tourisme

### Sport

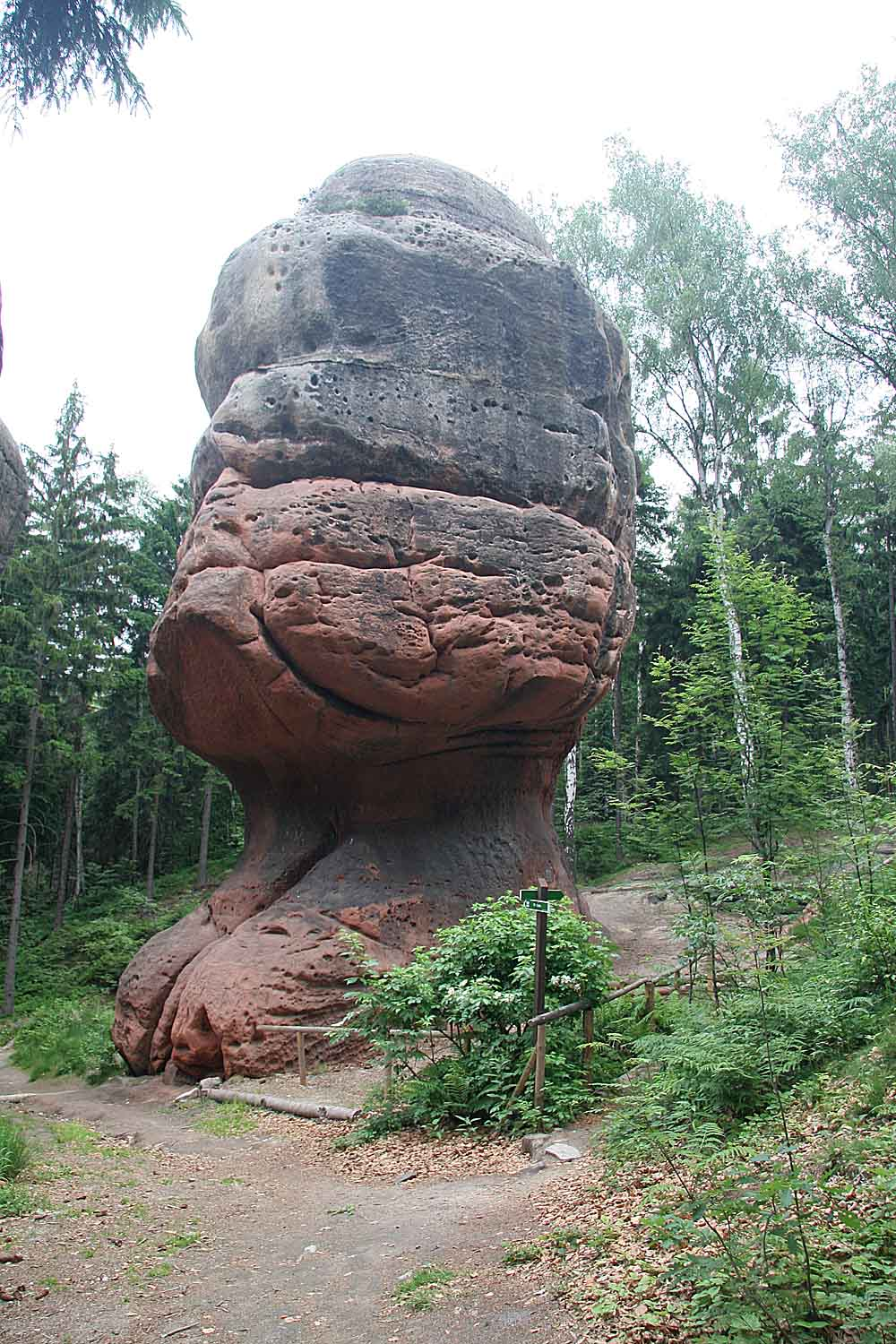
Une cheminée de fée dans les environs d'Oybin

Les principales localités touristiques des Monts de Zittau sont Waltersdorf, Jonsdorf, Oybin et Lückendorf. Par tradition, les Monts de Zittau sont appréciés pour les randonnées, l'escalade et les sports d'hiver. Ils sont très fréquentés également des cyclistes, et plus particulièrement par les adeptes du mountain bike. Depuis l'adhésion de la République tchèque à l'espace Schengen, on peut passer la frontière sans aucune formalité, mais dans les Monts de Zittau cela est limité aux cyclistes et alpinistes. Un dense réseau de chemins mène à des panoramas variés.
Les sports d'hiver sont pratiqués dans les quatre communes de la montagne, surtout le ski de fond (gesamtes Gebiet), le ski alpin (Luz, Oybin-Hain, Lückendorf), la luge (Hochwald) et les sports de glace (Jonsdorf). Toutefois le manque de neige caractéristique des années 1990 a sérieusement entaché la réputation de l'endroit auprès des amateurs. L'ouverture à Jonsdorf d'un hall pour la pratique des sports de glace offre une alternative aux touristes.
Comme dans la Suisse saxonne voisine, dès la fin du XIXe siècle, les rochers ont tenté les premiers adeptes de l'escalade. Le pays est, derrière la Suisse saxonne, la deuxième région pour l'escalade en Saxe. Les sites les plus appréciés sont les cheminées de fée : le « Moine de Jonsdorf » (Jonsdorfer Mönch), le roc Ernst-Schulze, le « Gardien de la Forêt » (Waldtorwächter) et « les Jumeaux » (Zwillinge). En 1994, suivant l’exemple de l’espace alpin, on a ouvert la via ferrata des Nonnenfelsen près de Jonsdorf. En 2006, une deuxième voie a été ouverte près d’Oybin en contrebas de la Große Felsengasse.

### Attractions touristiques

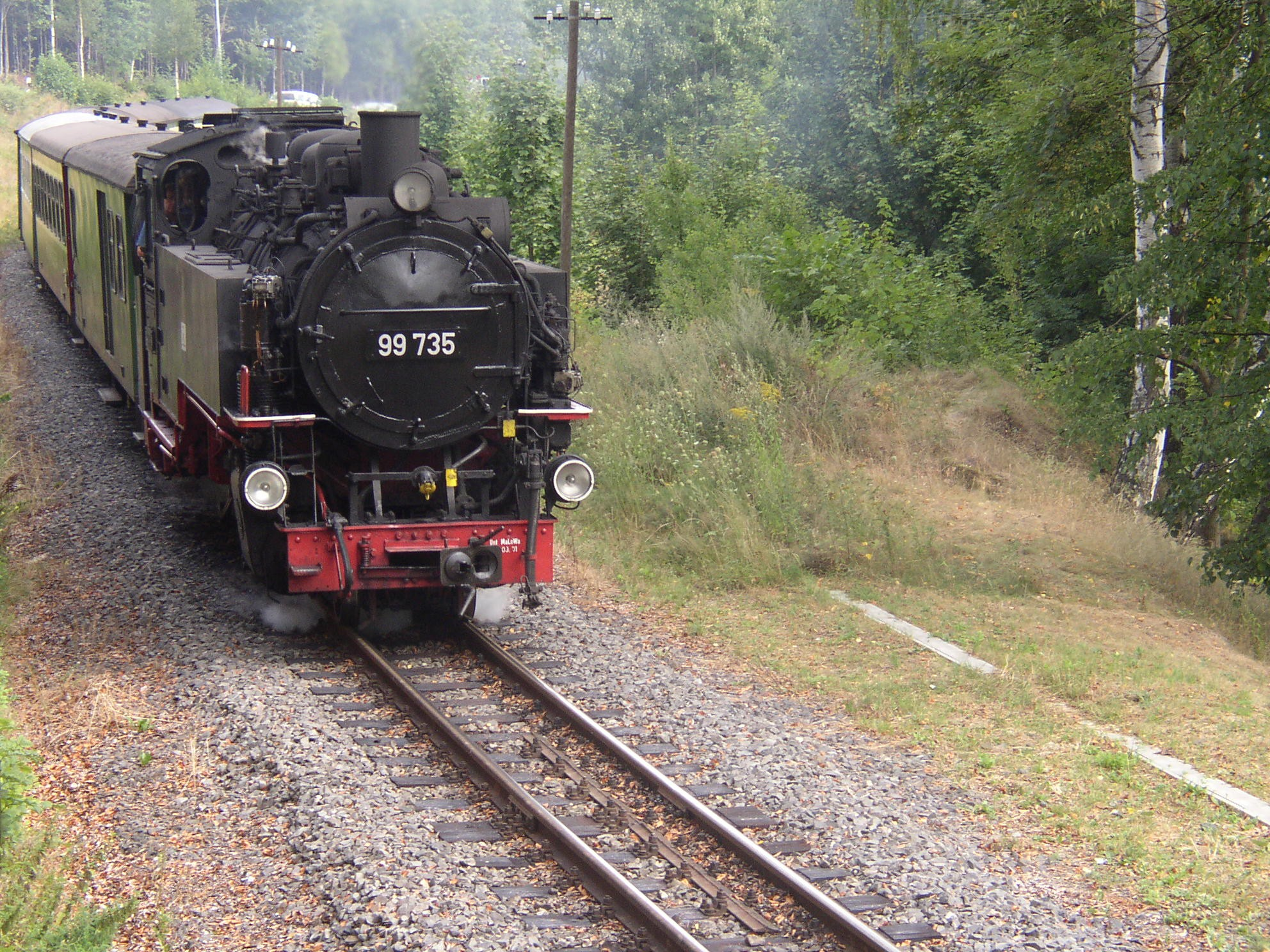
La ligne de chemin de fer touristique de Zittau près d'Oybin-Niederdorf.

Le chemin de fer touristique de Zittau, en activité depuis 1890 entre Zittau, Oybin et Jonsdorf demeure une attraction importante. Cette ligne continue d'être exploitée avec des locomotives à vapeur.
Outre ses sommets, la chaîne compte plusieurs sites remarquables :
- les cheminées de fée, au sud d’Oybin ;
- le Petit Orgue, une paroi rocheuse de Jonsdorf ;
- les carrières de meulière au sud de Jonsdorf ;
- la crête des Nonnenfelsen, au sud-ouest de Jonsdorf ;
- les pittoresques Umgebindehäuser de Waltersdorf, Jonsdorf et de Bertsdorf. Ce sont des maisons typiques de cette région, il s'agit d'une combinaison des architectures à colombages et en fustes.

### Sources
- D'après le Bundesamt für Naturschutz
  - Service cartographique du Bundesamt für Naturschutz
  - Lettre du Bundesamt sur les Monts de Zittau